# Notosciobia nola
Notosciobia nola är en insektsart som beskrevs av Otte, D. 1987. Notosciobia nola ingår i släktet Notosciobia och familjen syrsor. Inga underarter finns listade i Catalogue of Life.